# Gourock
Gourock (/ˈɡʊərək/ GOOR-uck; em gaélico escocês:  Guireag) é uma cidade da área administrativa de Inverclyde, que anteriormente formava um burgh do condado de Renfrewshire na zona Oeste da Escócia. Funcionou no passado como resort na costa Leste de Firth of Clyde. Contudo, a sua função principal actualmente é a de área residencial, desde Greenock, com um terminal ferroviário e transportes fluviais de Clyde.